# ديفيد لان (كاتب)
ديفيد لان (بالإنجليزية: David Lan)‏ هو كاتب ومخرج جنوب أفريقي، ولد في 1952.

## وصلات خارجية
- ديفيد لان على موقع IMDb (الإنجليزية)
- ديفيد لان على موقع ميوزك برينز (الإنجليزية)
- ديفيد لان على موقع قاعدة بيانات برودواي على الإنترنت (الإنجليزية)